# Senat Econòmic Europeu
El Senat Econòmic Europeu (EEE) és un organisme neutral i independent d'empreses i individus que representen els interessos comercials europeus. L'Estratègia Europea d'Ocupació, amb les seves seccions nacionals en sis països de la Unió Europea va ser fundada el 2003. El seu president és l'ex vicepresident del Parlament Europeu, polític conservador alemany Ingo Friedrich.

## Membres
Actualment, formen l'EEE 162 empreses i diversos líders econòmics. Entre aquests líders es troben els anomenats Executiu en cap (CEO) de Deutsche Bahn, Rüdiger Grube, el primer ministre de Luxemburg i president de l'Eurogrup, Jean-Claude Juncker, i Roland Koch, ex cap de govern alemany de Hessen i ara executiu en cap de Bilfinger Berger.
Les seccions nacionals s'han fundat en els països europeus mitjà i orientals: a Alemanya, Àustria, Suïssa, República Txeca, Bulgària i Eslovàquia. Amb 49 líders, Alemanya representa la secció de l'EEE nacional més gran.
El president Ingo Friedrich va ser durant llarg temps membre del Parlament Europeu (des de 1979 fins a 2009). Entre juliol de 2004 i gener de 2007 va ser un dels 14 vicepresidents del Parlament Europeu. El secretari general del Senat Económicp Europeu és Wolfgang Franken i Michael Jäger és el conseller delegat.

## Directrius
L'EEE representa els interessos dels seus membres a Europa. «Tenim el coratge, l'obligació i la confiança per crear una cultura de responsabilitat i confiança. Els nostres diàlegs amb els polítics i la societat són menys emocionals. Fem campanya contra la falta organitzada de responsabilitat en quasi totes les àrees, i per treballar amb els nostres socis en assumir responsabilitats pels interessos econòmics i socials de les empreses que representem», aferma el Secretari general Wolfgang Franken respecte a les directrius. Ofertes de l'EEE amb temes d'actualitat com ara la retirada nuclear alemanya, la crisi de l'euro, i la crisi del deute a Grècia.